# بتزدا (مریلند)
بتزدا (به انگلیسی: Bethesda) شهری در ایالت مریلند کشور ایالات متحده آمریکا است که جمعیت آن در سرشماری سال ۲۰۱۰ میلادی، ۶۰٬۸۵۸ نفر بوده‌است.
بتزدا به عنوان یک جامعه ثبت نشده، هیچ مرز رسمی ندارد. اداره سرشماری ایالات متحده یک مکان تعیین شده سرشماری به نام بتسدا را تعریف می‌کند که مرکز آن در ۳۸ درجه و ۵۹ دقیقه شمالی ۷۷ درجه و ۷ دقیقه غربی واقع شده‌است، در حالی که سازمان زمین‌شناسی ایالات متحده بتسدا را به عنوان منطقه ای تعریف کرده‌است که مرکز آن در ۳۸ درجه و ۵۸ دقیقه و ۵۰ دقیقه است. ″N 77°۶'۲″W، کمی متفاوت با تعریف اداره سرشماری. تعاریف دیگر توسط منطقه برنامه‌ریزی شهری بتسدا، خدمات پستی ایالات متحده (که بتزدا را شامل کدهای پستی ۲۰۸۱۰، ۲۰۸۱۱، ۲۰۸۱۳، ۲۰۸۱۴، ۲۰۸۱۵، ۲۰۸۱۶، و ۲۰۸۱۷ تعریف می‌کند) و سایر سازمان‌ها استفاده می‌شود. بر اساس سرشماری ۲۰۲۰ ایالات متحده، جمعیت این جامعه ۶۸۰۵۶ نفر بود. مقر مؤسسه ملی سلامت و همچنین مرکز پزشکی والتر رید در بتزدا قرار دارند.

## تاریخ
بتزدا در منطقه ای قرار دارد که در زمان استعمار اروپا توسط قبایل Piscataway و Nacotchtank پر جمعیت بود. هنری فلیت، تاجر خز، اولین اروپایی بود که از این منطقه دیدن کرد و با عبور از رودخانه پوتوماک به آن رسید. او از سال ۱۶۲۳ تا ۱۶۲۷ با قبیله پیسکاتاوی، چه به عنوان مهمان و چه به عنوان زندانی ماند (روایت‌های تاریخی متفاوت است). ناوگان سرانجام بودجه ای را برای سفر دیگری به منطقه تأمین کرد و بعداً حقوق مالکیت ۲۰۰۰ هکتاری در مستعمره نوپا به او اعطا شد و به عضویت مجلس استعماری مریلند درآمد.[۳] حملات از Senecas و Susquehannock منجر به ایجاد بخش مریلند رنجرز در ۱۶۹۴ برای گشت زنی در مرز.
بیشتر مهاجران در مریلند مستعمره، کشاورزان مستأجر بودند که اجاره بهای خود را با تنباکو می‌پرداختند، و مستعمره نشینان در جستجوی زمین‌های حاصلخیز به گسترش مناطق دورتر شمال ادامه دادند. هنری دارنال (۱۶۴۵–۱۷۱۱) در سال ۱۶۹۴ منطقه ای به مساحت ۷۱۰ هکتار (۲۹۰ هکتار) را مورد بررسی قرار داد که اولین اعطای زمین در بتسدا بود. کشاورزی تنباکو روش اولیه زندگی در بتسدا در طول دهه ۱۷۰۰ بود. این شهر در طول جنگ انقلابی از دیدن اقدامات خودداری کرد، اگرچه به منطقه ای برای نیروی دریایی تازه تأسیس قاره تبدیل شد. تأسیس واشینگتن دی سی در سال ۱۷۹۰ شهرستان مونتگومری را از مرکز اقتصادی خود در جورج تاون محروم کرد، اگرچه این رویداد تأثیر کمی بر کشاورزان کوچک در سراسر بتسدا داشت.
بین سال‌های ۱۸۰۵ و ۱۸۲۱، بتسدا پس از توسعه واشینگتن و راک‌ویل، که تنباکو و سایر محصولات را بین جورج‌تاون و راک‌ویل و شمال به فردریک حمل می‌کرد، تبدیل به یک ایستگاه راه روستایی شد. در سال ۱۸۶۲، یک سکونتگاه کوچک در اطراف یک فروشگاه و عوارضی در امتداد راهپیمایی که به نام «فروشگاه دارسی» شناخته می‌شد، به نام ویلیام ای. دارسی، مالک فروشگاه، شکل گرفت. این شهرک در سال ۱۸۷۱ توسط رئیس پست رابرت فرانک به نام خانه ملاقات بتسدا، یک کلیسای پروتستانی که در سال ۱۸۲۰ ساخته شد، تغییر نام داد. این کلیسا در سال ۱۸۴۹ در آتش سوخت و در همان سال در حدود ۱۰۰ یارد (۹۱ متر) جنوب بازسازی شد و مکان سابق آن به قبرستان تبدیل شد. از خانه ملاقات بتسدا.
بتسدا در قرن نوزدهم فراتر از یک روستای چهارراه کوچک توسعه پیدا نکرد. آن زمان شامل آهنگری، کلیسا و مدرسه و چند خانه و مغازه بود. در سال ۱۸۵۲، رئیس کل پست یک اداره پست در بتسدا تأسیس کرد و کشیش A. R. Smith را اولین رئیس پست آن منصوب کرد. یک خط تراموا در سال ۱۸۹۰ تأسیس شد و در اوایل دهه ۱۹۰۰ حومه نشینی افزایش یافت و بتسدا شروع به افزایش جمعیت کرد. جوامعی که در نزدیکی خطوط راه‌آهن قرار داشتند در طول قرن نوزدهم سریع‌ترین رشد را داشتند، اما تولید انبوه خودرو به این وابستگی پایان داد و برنامه‌ریزان بتزدا با در نظر گرفتن انقلاب حمل‌ونقل، جامعه را رشد دادند. این شامل تبدیل شدن به یک نقطه توقف کلیدی برای راه‌آهن B&O در خط شعبه جورج تاون آنها بود که در حدود سال ۱۹۱۰ تکمیل شد و از سیلور اسپرینگ تا جورج تاون ادامه داشت و در راه از بتسدا می‌گذشت. این شعبه دارای یک حیاط ذخیره‌سازی و کناره‌های متعددی بود که در اوایل قرن بیستم به صنایع در بتسدا خدمت می‌کرد. جانشین B&O CSX خدمات قطار را در این خط در سال ۱۹۸۵ متوقف کرد، بنابراین شهرستان آن را به مسیری در حرکت ریل به مسیر تبدیل کرد. مسیرها در سال ۱۹۹۴ حذف شدند و قسمت اول مسیر در سال ۱۹۹۸ افتتاح شد. این مسیر به پرمصرف‌ترین مسیر راه‌آهن در ایالات متحده تبدیل شده‌است که به‌طور متوسط بیش از یک میلیون کاربر در سال دارد.
بخش‌های فرعی در اواخر قرن نوزدهم در زمین‌های کشاورزی قدیمی ظاهر شدند و به محله‌های Drummond, Woodmont, Edgemoor و Battery Park تبدیل شدند. دورتر از شمال، چند مرد ثروتمند راویل پایک را به خاطر عمارت‌هایش معروف کردند. اینها شامل برینارد دبلیو پارکر ("سدارکرافت"، ۱۸۹۲)، جیمز اویستر ("استراثمور"، ۱۸۹۹)، جورج ای. همیلتون ("خانه همیلتون"، ۱۹۰۴؛ اکنون مدرسه استون ریج)، لوک آی ویلسون ("درخت") تاپس»، ۱۹۲۶)، گیلبرت هوی گروسونور («آکرهای وحشی»، ۱۹۲۸–۲۹)، و جورج فریلند پیتر («خانه سنگی»، ۱۹۳۰). در سال ۱۹۳۰، عمارت پیشگام دکتر آرمیستد پیتر "Winona" (1873) به کلوپ باشگاه وودمونت کانتری در زمینی تبدیل شد که اکنون بخشی از پردیس مؤسسه ملی بهداشت (NIH) است. عمارت مرل تورپ "Pook's Hill" (1927، تخریب ۱۹۴۸) در طول جنگ جهانی دوم به خانه تبعیدی خانواده سلطنتی نروژ تبدیل شد.